# 柴田哲雄
柴田 哲雄（しばた てつお、1969年 ‐ ）は、日本の現代史家。
専攻は中国や日本を中心とする現代史。

## 来歴・人物
愛知県名古屋市に生まれる。京都大学大学院人間・環境学研究科博士後期課程を単位取得退学した。
2003年、論文「汪精衛南京政府の研究」で博士（人間・環境学）の学位を京都大学大学院人間・環境学研究科より取得する。
故郷の愛知学院大学教養部で准教授として教鞭を執る傍ら、学術論文や学術書を執筆し、時折ウェブ誌を中心に評論を寄稿する。

## 著書
単著
- 『協力・抵抗・沈黙―汪精衛南京政府のイデオロギーに対する比較史的アプローチ』成文堂、2009年
- 『中国民主化民族運動の現在―海外諸団体の動向』集広舎、2011年
- 『習近平の政治思想形成』彩流社、2016年
- 『フクシマ・抵抗者たちの近現代史―平田良衛・岩本忠夫・半谷清寿・鈴木安蔵』彩流社、2018年
- 『汪兆銘と胡耀邦―民主化を求めた中国指導者の悲劇（15歳からの「伝記で知るアジアの近現代史」シリーズ 4）』彩流社、2019年
- 『諜報・謀略の中国現代史—国家安全省の指導者にみる権力闘争』朝日新聞出版〈朝日選書〉、2021年
- 『考察ウイグル―公開資料・リーク文書から探る新疆の真実』時事通信出版局、2025年

共編著
- 柴田哲雄・やまだあつし編著『中国と博覧会　第3版―日本・台湾・南洋』成文堂、2024年